# Lagerstroemia loudonii
Lagerstroemia loudonii är en fackelblomsväxtart som beskrevs av Johannes Elias Teijsmann och Binn.. Lagerstroemia loudonii ingår i släktet Lagerstroemia och familjen fackelblomsväxter. Inga underarter finns listade i Catalogue of Life.